# Монтгомери, Уэс
Уэ́с Монтго́мери (англ. Wes Montgomery; полное имя Джон Ле́сли Монтго́мери, англ. John Leslie Montgomery; 6 марта 1923 — 15 июня 1968) — американский джазовый гитарист, одна из наиболее значительных фигур в истории джазовой гитары, появившийся после таких влиятельнейших музыкантов, как Джанго Рейнхардт и Чарли Кристиан, и в свою очередь повлиявший на бесчисленное количество своих последователей.

## Биография
Уэс Монтгомери родился 6 марта 1923 года в городе Индианаполис в штате Индиана в США. После развода родителей маленький Уэс с отцом и братьями переехал в Колумбус (штат Огайо). Уэс происходил из музыкальной семьи — его братья, Монк и Бадди Монтгомери, были джазовыми исполнителями и выпустили несколько альбомов, изданных под авторством трио «Братья Монтгомери».
Когда Уэсу Монтгомери было 13 лет, двое из его братьев, Бад и Монк, уже вовсю играли джаз в местных ансамблях. Тогда же Монк подарил Уэсу игрушечную детскую 4-струнную гитару. Как вспоминал Монк, у Уэса неплохо получалось играть на ней, однако дальше мимолётного детского увлечения дело не пошло, вскоре гитара оказалась забытой. Единственное, что дало Уэсу Монтгомери его недолгое увлечение, — это знакомство с творчеством Чарли Кристиана, гитариста, чья игра и заставила Уэса Монтгомери впоследствии серьёзно взяться за инструмент.
Уэс не имел музыкального образования, не знал нотной грамоты и играл на слух. Профессиональное освоение гитары он начал довольно поздно — в возрасте 19 лет, слушая и изучая записи своего кумира Чарли Кристиана. Он сильно расширил арсенал приёмов Кристиана, первым начал использовать октавную технику. Позже известнейший джазовый музыкант Лайонел Хэмптон взял его в свой оркестр именно за способность очень точно, «нота в ноту», воспроизводить соло Кристиана.
В 17-летнем возрасте Уэс Монтгомери с братьями вернулся в родной Индианаполис. Там он устроился работать сварщиком, а в 1943 году, в возрасте двадцати лет, женился. В тот же год Уэс Монтгомери купил себе гитару и усилитель. В течение следующих пяти лет он много играл в клубах Индианаполиса по вечерам, одновременно целыми днями работая сварщиком, чтобы прокормить семью.
В 1948—1950 годах он присоединился к оркестру Лайонела Хэмптона, в составе которого объездил всю страну. После окончания контракта с Хэмптоном у Монтгомери появились хорошие перспективы музыкального роста, однако он ими не воспользовался. Несмотря на то, что Хэмптон был высокого мнения о его игре, спустя два года, уставший от поездок и не любивший длительных разлук с семьей, Монтгомери оставил его коллектив и возвратился в Индианаполис. Именно там, обобщая и осмысливая опыт игры в оркестре Хэмптона, в течение следующих девяти лет Монтгомери и создал свой знаменитый стиль игры, основанный не только на игре единогласным соло, но и на использовании октавных интервалов и аккордов для украшения мелодии. Днём он работал сварщиком, а по вечерам выступал в местных клубах. Всё это время он играл с разными музыкантами, в том числе с родными братьями — басистом Монком и вибрафонистом Бадди, с которыми до начала 1960-х успел выпустить несколько записей.
В 1959 году в рамках американского турне в Индианаполисе гастролировал Джулиан «Кэннонболл» Эддерли. Известный мастер саксофона был потрясён игрой «гитарной легенды Индианаполиса» Уэса Монтгомери. С помощью Эддерли Уэс заключает контракт со студией Riverside Records и в 1959 году, в возрасте тридцати пяти лет, приступает к работе над своим первым альбомом. В течение следующих пяти лет Монтгомери много записывался с ведущими джазовыми музыкантами США.
В 1960 году альбом The Incredible Jazz Guitar of Wes Montgomery сделал Уэса Монтгомери знаменитым. С этих пор, не считая недолгого периода сотрудничества с секстетом Джона Колтрейна, он до конца жизни был лидером своих музыкальных коллективов.
В 1964 году компания Riverside обанкротилась, и Монтгомери перешёл под покровительство Verve Records.
Незадолго до того в семье Монтгомери родился седьмой ребёнок, и необходимость обеспечивать жену и детей заставила Монтгомери обернуться в сторону более коммерческой музыки. В 1964—1968 годах Verve Records выпустила серию первоклассных альбомов Монтгомери в стиле R’n’B, на которых изысканные гитарные соло послужили прекрасным украшением к таким поп-мелодиям, как Sunny (та самая, которую впоследствии использовали Boney M.), битловских Eleanor Rigby и A Day in the Life и многим другим.
В 1967 году Монтгомери заключил контракт с Кридом Тэйлором (А&М) и записал три альбома-бестселлера (1967—1968). Это вновь были незамысловатые поп-мелодии, и вновь в сопровождении струнных и деревянных духовых. Это вызвало определённую критику в адрес гитариста за отход от чистого джаза, но именно эти записи имели неплохую ротацию в радиоэфире и способствовали привлечению к кругу любителей джаза пресловутых широких масс. Живые же выступления Уэса этого периода были именно живыми, совсем в духе ранних риверсайдовских сэйшенов.
Постоянная работа негативно сказалась на здоровье Монтгомери. С 1959 по 1968 годы он записал около 20 альбомов, точную цифру назвать сложно, кое-что из его записей тогда не выпускалось, до сих пор издаются альбомы, не вышедшие в 1960-х годах. У него были проблемы с сердцем, о которых он не рассказывал в семье. В 1968 году Уэс Монтгомери вернулся в Индианаполис, чтобы пройти курс лечения у врача. Однако врач не смог спасти своего подопечного — 15 июня 1968 года Монтгомери скончался от инфаркта.

## Дискография
Riverside (1959—1963)
- 1958: Fingerpickin'
- 1958: Far Wes
- 1959: The Wes Montgomery Trio
- 1959: Yesterdays
- 1959: Pretty Blue
- 1960: The Incredible Jazz Guitar of Wes Montgomery
- 1960: Cannonball Adderley and the Poll-Winners
- 1960: Movin' Along
- 1961: So Much Guitar
- 1961: Wes and Friends
- 1961: Bags Meets Wes! (c Милтом Джексоном)
- 1962: Full House
- 1963: Fusion!: Wes Montgomery with Strings (струнная аранжировка Jimmy Jones)
- 1963: Boss Guitar
- 1963: Portrait of Wes
- 1963: Guitar on the Go
- 1963: The Alternative Wes Montgomery (альтернативные версии композиций с предыдущего альбома)

Verve (1964—1966)
- 1964: Movin' Wes
- 1965: Bumpin' (В исполнении Дона Себески)
- 1965: Smokin' at the Half Note
- 1965: Goin' Out of My Head (В исполнении Oliver Nelson)
- 1965: Willow Weep for Me (Неиспользованные записи с сессии «Smokin' at the Half Note»;  с наложенныем деревянных и медных духовых, аранжировкой и дирижированием Клауса Огермана)
- 1966: California Dreaming (В исполнении Дона Себески)
- 1966: Further Adventures of Jimmy and Wes (с Джимми Смитом)
- 1966: Tequila (В исполнении Claus Ogerman)
- 1966: Jimmy & Wes: The Dynamic Duo  (с Джимми Смитом)
- 1970: Eulogy

A&M (1967—1968)
- 1967: A Day in the Life (В исполнении Дона Себески) (A&M Records/CTI Records)
- 1968: Down Here on the Ground (В исполнении Дона Себески) (A&M/CTI)
- 1968: Road Song (В исполнении Дона Себески) (A&M/CTI)